# زبيديات
الزبيديات (الاسم العلمي: Stromateoidei) هي رتيبة من الأسماك تتبع رتبة الفرخيات من طائفة شعاعيات الزعانف.

## التصنيف
- الأسماك الزبيدية
  - الزبيدي